# Иля Шалит
Иля (Елиаху) Шалит (на руски: Иля Шалит) е руско-израелски лекар и психоаналитик, пионер на психоанализата в Израел.

## Биография
Роден е в Рига, Руска империя (днес Латвия). Учи в родния си град. По-късно започва да се обучава за лекар към военната академия в Ленинград. През 1917 година след Октомврийската революция се заселва в Германия. Там във Фрайбург довършва образованието си. Специализира психиатрия в Цюрих в болницата Бургхьолцли под ръководството на Ойген Блойлер. След като завършва специализацията си заминава за Берлин, където се подлага на обучителна анализа при Макс Айтингон. От 1928 година работи в психоаналитичната клиника в Тегел, където директор е Ернст Зимел. През 1929 година става член на Берлинското психоаналитично общество. През април 1934 анализира писателя Арнолд Цвайг, с когото са приятели.
След идването на нацистите на власт заминава за Палестина. Там заедно с Макс Айтингон, Моше Вулф, Анна Смелянски, Гершон и Герда Барах, Вики Бен-Тал, Рут Яфе, основава Психоаналитичното общество на Палестина. Назначен е за негов секретар през 1933. Отделно е в обучителния комитет на обществото. През 1954 и 1955 се появява в списъците все още като секретар на обществото.
Умира на 8 юни 1953 година в Хайфа, Израел.